# Бараквил
Бараквил (фр. Baraqueville) насеље је и општина у јужној Француској у региону Миди Пирене, у департману Аверон која припада префектури Родез.
По подацима из 2011. године у општини је живело 3.061 становника, а густина насељености је износила 90,0 становника/km². Општина се простире на површини од 34,01 km². Налази се на средњој надморској висини од 758 метара (максималној 813 m, а минималној 470 m).

## Демографија
| 1962. | 1968. | 1975. | 1982. | 1990. | 1999. | 2011. |
| ----- | ----- | ----- | ----- | ----- | ----- | ----- |
| 1.786 | 1.869 | 1.930 | 2.119 | 2.458 | 2.569 | 3.061 |

График промене броја становника у току последњих година